# FRENZY (ゴスペラーズのアルバム)
『FRENZY』（フレンジー）は、2002年2月20日に発売されたゴスペラーズのメジャーデビュー後7枚目のオリジナルアルバム。

## 概要
- シングル曲としてはLove Notesに収録されなかった「告白」、大ヒットした「ひとり」「約束の季節」「誓い」、限定発売で同時発売の「Get me on」を収録。
- 後日アナログ盤を発売。収録曲は同じである。

## 収録曲
1. FRENZY [3:20]
  - 作詞：ゴスペラーズ／作曲：酒井雄二、村上てつや／編曲：K-Muto(Groovediggerz)、酒井雄二
    - ワールドカップイヤーであったこの年、サッカーをイメージした歌詞になっている。酒井がヒューマンビートボックス、トークボックスなど、多くの役割を果たしている。
2. Get me on  [3:45]
  - 作詞：山田ひろし／作曲：酒井雄二／編曲：K-Muto(Groovediggerz)
    - 同日発売となった19thシングル曲。シングルCDの方は10万枚限定で発売された。
3. ポーカーフェイス featuring RHYMESTER  [5:31]
  - 作詩：安岡優、S.Sasaki、D.Sakama／作曲：黒沢薫、宇佐美秀文／編曲：K-Muto(Groovediggerz)
    - 先輩であり、盟友であるRHYMESTERをフィーチャーした曲。この曲にはアカペラバージョンも存在し、そちらは「Get me on」のアナログ盤に収録されている。
4. 残照 [4:52] 
  - 作詞：山田ひろし／作曲：村上てつや、妹尾武／編曲：K-Muto(Groovediggerz)
5. 誓い  [5:28]
  - 作詩：安岡優／作曲：黒沢薫／編曲：K-Muto(Groovediggerz)
    - 18thシングル曲。安岡曰く、テーマは「ハモリ風呂」。
6. 告白  [4:55] 
  - 作詞：村上てつや、山田ひろし／作曲：村上てつや／編曲：K-Muto(Groovediggerz)
    - 15thシングル曲。「Love Notes」にも収録されなかったが、ここでようやくアルバムに収録された。メンバーはこの曲の事をよく、「ヒット曲2曲に挟まれて不遇の子供みたいでかわいそう」と言う。後に、24thシングル「街角 -on the corner-」のc/w曲に新録(soul tempo)で収録された。
7. Body Calling  [4:20]
  - 作詩：安岡優、J.Que／作曲：Teddy Bishop
    - テディ・ビショップが曲作りに参加した曲。
8. It should've been me (that loved you)  [4:50]
  - 作詞・作曲：Peter Lord Moreland／編曲：村上てつや、吉弘千鶴子

ファミリースタンドのカバー曲。
9. ひとり  [3:34]
  - 作詞・作曲：村上てつや／編曲：村上てつや、北山陽一
    - 16thシングル曲。「Love Notes」にも収録されたが、今回がオリジナルアルバム初収録。
10. 真夜中のコーラス [3:24]
  - 作詞・作曲：村上てつや／編曲：K-Muto(Groovediggerz)
    - レギュラーラジオだった「ゴスペラーズ 真夜中のコーラス」のジングルで使われていた曲。
    - 番組が始まった当初の「Be@t B@by!!」という番組名が曲中に登場する。
11. 約束の季節  [5:17]
  - 作詩：安岡優／作曲：北山陽一、橘哲夫／編曲：K-Muto(Groovediggerz)
    - 17thシングル曲。この曲が発売された夏は冷夏で、「暑かったらもっと売れただろうね」とメンバーはよく言う。
    - この曲の作曲には早稲田大学のサークル「Street Conner Symphony」の後輩グループ、AJIのリーダー・橘 哲夫が参加している。
12. DAWN～夜明け～ [5:23]
  - 作詩：安岡優／作曲：Bryan-michael Cox、ゴスペラーズ、J.Que
    - 「永遠に」に参加したJ.QueとBryan-michael Coxとの競作。

## カバー
ポーカーフェイス
- Creepy Nuts - 『BOYS meet HARMONY』に収録。